# Charles L. Scott

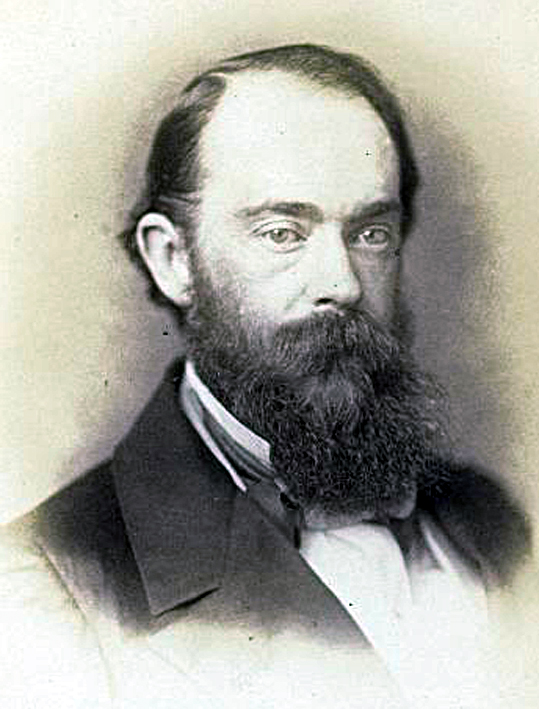

Charles Lewis Scott, född 23 januari 1827 i Richmond, Virginia, död 30 april 1899 i Monroe County, Alabama, var en amerikansk demokratisk politiker och diplomat. Han utexaminerades 1846 från The College of William & Mary, studerade juridik och inledde 1847 sin karriär som advokat i Richmond. Två år senare flyttade han till Kalifornien i samband med guldrushen. Han representerade Kalifornien i USA:s representanthus 1857–1861, tjänstgjorde i Amerikas konfedererade staters armé i amerikanska inbördeskriget och flyttade sedan till Alabama. Han var chef för USA:s diplomatiska beskickning i Venezuela 1885–1889.